# François Isaac de Rivaz
François Isaac de Rivaz (Paris, 19 de dezembro de 1752 – Sião, Valais, Suíça, 30 de julho de 1828) foi um político e empresário francês. Depois de aposentar-se inventou como cidadão suíço o motor de combustão interna com ignição por faísca elétrica (motor de Rivaz).

## Biografia
Isaac de Rivaz era proficiente em latim, matemática e especialmente em geometria. Os elementos mecânicos o mantiveram muito ocupado. Ele serviu como oficial do exército francês. Durante seu treinamento para oficial por volta de 1775 também aprendeu como a pistola funcionava, usando um gás para testar sua inflamabilidade.

## Motor a explosão

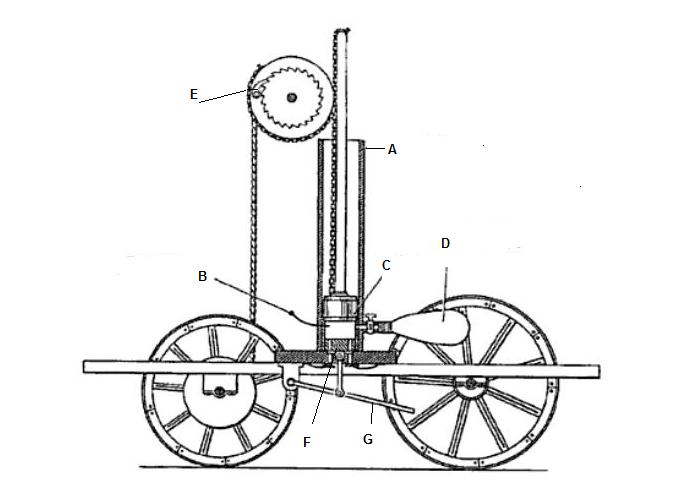
Motor de Rivaz, desenho da patente de 1804

Com base na experiência adquirida com a pistola, de Rivaz fez seus primeiros experimentos em 1804 para construir um motor a explosão.
Em 30 de janero de 1807 Isaac de Rivaz obteve a patente Nr. 394 em Paris por seu motor a explosão.